# Légendes du monde émergé
Légendes du monde émergé (titre original : Le Leggende del Mondo Emerso) est une trilogie de romans de fantasy de Licia Troisi. La trilogie comprend Le Destin d'Adhara, La Fille du sang et Les Derniers Héros. Elle raconte l'histoire d'une fille qui a perdu la mémoire et qui rencontre un chevalier du dragon, Amhal. Celui-ci lui donnera son nom : Adhara. Amhal accompagnera Adhara dans une aventure pour qu'elle retrouve ses origines. Sauf que sur le monde émergé, un terrible Mal se répand, et le destin d'Amhal et Adhara y sont liés.
Cette trilogie fait suite aux Chroniques du monde émergé et Guerres du monde émergé.

## Ouvrages
1. Le Destin d'Adhara, Pocket Jeunesse, 2011 ((it) Il destino di Adhara, 2008)
2. La Fille du sang, Pocket Jeunesse, 2012 ((it) Figlia del sangue, 2009)
3. Les Derniers héros, Pocket Jeunesse, 2012 ((it) Gli ultimi eroi, 2010)

### Le Destin d'Adhara
Une jeune fille se réveille dans un pays inconnu, sans même se souvenir de son nom. Amahl, apprenti chevalier du Dragon, va l'accompagner dans un long voyage à la recherche de son identité et il lui donnera un prénom : Adhara.
Alors que la jeune fille retourne dans le passé pour découvrir qui elle est, Amahl doit fuir le sien pour sauver son âme. Car le destin d'Adhara est lié aux forces occultes qui tentent d'entraîner à nouveau le Monde Émergé dans l'obscurité-une guerre où la mort ne sera pas semée par l'épée, mais par une terrible peste noire…

### La Fille du sang
Dans un Monde Émergé désormais en ruine, la jeune Adhara doit accepter son identité : celle d'une créature non humaine, née pour combattre le Mal…
Poussée par l'unique désir de fuir son destin, traquée par ceux qui veulent profiter de ses pouvoirs, Adhara devra finalement faire face à son passé et s'allier à son plus vieil ennemi. Le Monde Émergé pourra-t-il échapper au chaos ?

### Les Derniers Héros
Le Monde Émergé est sur le déclin. La peste propagée par le roi des Elfes se répand, et le seul antidote connu ne suffit pas à soigner tous les malades. 
Alors que tout espoir semble perdu, Adhara décide de ne plus s'opposer à son destin et de devenir Sheireen, la créature née pour combattre le mal absolu.

## Personnages principaux

### Adhara
Adhara a les cheveux noirs, lisses, parsemés de mèches bleues, le visage maigre et la peau pâle, elle a un rapport avec "Sheireen"... Ses yeux en amande sont très particuliers : l’un est noir et l’autre violet. C’est à peu près tout ce qu’elle sait sur elle-même. Amnésique, elle se réveille au milieu d’un pré ensoleillé, vêtue d’une simple tunique de lin. Ses poignets et ses chevilles portent les marques rouges des fers… Aidée par Amhal, un apprenti chevalier du Dragon, la jeune fille part en quête de son identité… et découvrira bientôt qu’elle a un incroyable destin.

### Adrass
Membre de la secte des Veilleurs ;  créateur et père spirituel d'Adhara.

### Amhal
Amhal a de longs cheveux châtains ondulés, attachés en queue de cheval. Il est maigre, a la peau pâle et des yeux verts resplendissants. Apprenti chevalier du Dragon, c’est lui qui trouve la jeune fille amnésique et lui donne un nom : Adhara. Déterminé à l’aider, il est pourtant tiraillé par un obscur désir de tuer qu’il sent bouillir à l’intérieur de lui. Il appelle ce désir « la Furie ».

### Amina
Fille de Néor et de Féa, petite-fille de Doubhée et Learco, jumelle de Kalth, 
amie d'Adhara.
Après avoir longuement insisté auprès de sa grand-mère, celle-ci finit par céder et lui apprend les arts du combat malgré son jeune âge.

### Baol
Ordonnance de Doubhée.

### Calypso
Pour les articles homonymes, voir Calypso (homonymie).
Reine des nymphes et de la Terre de l'Eau.

### Doubhée
Autrefois habile voleuse initiée à l'art des assassins. Après avoir sauvé le Monde Émergé, Doubhée a épousé Learco, le fils de Dohor, et est devenue reine de la Terre du Soleil. Elle fonde les Guerriers de l’Ombre, un corps espion chargé de maintenir la paix.

### Elyna
Jeune fille morte empoisonnée, dont le corps a été utilisé pour créer Adhara.

### Freithar
Premier Marvash.

### Ido
Gnome Chevalier du Dragon, ayant sauvé San de la secte des assassins au prix de sa vie.   

### Jamila
Dragon d'Amhal.

### Kalth
Fils de Néor et de Féa, petit fils de Doubhée et de Learco, jumeau d'Amina.

### Kryss
Roi des elfes, menant son peuple à la reconquête du Monde Émergé.

### Learco
Souverain de la Terre du Soleil et fils de Dohor, il participe à la chute de son père et prend les rênes du pouvoir aux côtés de son épouse, Doubhée. Il construit un monde nouveau sur les ruines de la guerre et permet au Monde Émergé de vivre cinquante années de paix.

### Lhyr
Elfe, sœur de Shyra, magicienne et prêtresse. Enlevée par Kryss. 

### Marvash
"Destructeur", en elfique. Figure mythologique qui apparaît périodiquement dans le Monde Émergé pour le dévaster et donner naissance à une nouvelle ère.

### Néor
Fils unique de Learco et Doubhée, Néor fait le bonheur de ses parents. Malgré la chute de cheval qui l’a paralysé, il devient premier conseiller de son père et participe activement aux décisions du royaume. Il est le père de deux enfants : Amina et Kalth.

### Nihal
Magicienne et guerrière, seule femme chevalier du Dragon, elle est l’héroïne la plus célèbre du Monde Émergé. Elle mit fin au règne du Tyran cent ans plus tôt.

### San
Petit-fils de Nihal et Sennar, disparu à l’âge de 12 ans, il revient dans le Monde Émergé au terme d’un long exil volontaire. Il porte sur lui l’arme vénérable de Nihal, une épée de cristal noir ornée d’une perle blanche. Doté d’un immense pouvoir, c’est un personnage très mystérieux.
C'est un des deux Marvash (avec Amhal).
La seule personne qui compte pour lui est Ido, un gnome (qui d'ailleurs est mort et qu'il veut ressusciter).

### Shyra
Elfe, sœur de Lhyr. L'une des plus fidèles guerrières de Kryss, jusqu'à ce que celui-ci n'enlève sa sœur. Elle devient alors chef de la rébellion.

### Theana
Magicienne et prêtresse, Suprême Officiante. C’est la femme de Lonerin. Elle a beaucoup aidé Doubhée il y a 50 ans de cela.